# Erligheim
Erligheim ist eine Gemeinde im Landkreis Ludwigsburg in Baden-Württemberg. Sie gehört zur Region Stuttgart (bis 1992 Region Mittlerer Neckar) und zur europäischen Metropolregion Stuttgart. Zur Gemeinde Erligheim gehören außer dem Dorf Erligheim keine weiteren Orte.

## Geographie

### Geographische Lage
Erligheim liegt vor den östlichen Ausläufern des Strombergs im Westteil des Neckarbeckens in der flachen Talmulde des linken Oberlaufes Ensbach des Baumbachs, der in einer nahen Gemeinde im Osten in den Neckar entwässert. Die Kreisstadt Ludwigsburg ist im Südosten, die Stadt Heilbronn im Nordosten in Luftlinie jeweils etwa 16 km entfernt.

### Nachbargemeinden
Von Nordwesten über Norden bis Osten grenzt Erligheim an die Stadt Bönnigheim, im Südosten und Süden an die Gemeinde Löchgau und im Südwesten an die Gemeinde Freudental. Alle drei liegen ebenfalls im Landkreis Ludwigsburg.

### Schutzgebiete
Erligheim liegt im Naturpark Stromberg-Heuchelberg und hat Anteil am Landschaftsschutzgebiet Ausläufer des Stromberges um Bönnigheim, Erligheim, Freudental, Löchgau und Kleinsachsenheim und Baumbachtal sowie am FFH-Gebiet Stromberg und dem Vogelschutzgebiet Stromberg. Des Weiteren befinden sich drei Naturdenkmale in Erligheim.

### Flächenaufteilung
Nach Daten des Statistischen Landesamtes, Stand 2014.

## Geschichte

### Überblick
Erligheim wurde erstmals im Lorscher Codex in einer auf 793 datierten Urkunde erwähnt. Im Hochmittelalter treten die Herren von Magenheim als Besitzer auf. 1388 begann wie im benachbarten Bönnigheim das Ganerbentum des Ortes: Die Herren von Sachsenheim, Neipperg, Liebenstein und Gemmingen waren die gemeinsamen Besitzer von Erligheim. 1785 kam Erligheim zum Herzogtum Württemberg, wo es zunächst dem Oberamt Bönnigheim unterstellt wurde. Bei der Umsetzung der neuen Verwaltungsgliederung im 1806 gegründeten Königreich Württemberg wurde der Ort 1808 dem Oberamt Besigheim zugeordnet. 1822 wurde Erligheim eine selbständige Kommune, die mit Auflösung des Oberamtes 1938 zum Landkreis Ludwigsburg kam.
Kurz vor Ende des Zweiten Weltkriegs marschierten am 8. April 1945 Truppen der Französischen Armee in Erligheim ein. 1945 bis 1952 gehörte die Gemeinde zum Nachkriegsland Württemberg-Baden, das in der Amerikanischen Besatzungszone lag. 1952 gelangte Erligheim zum neuen Bundesland Baden-Württemberg.
Nach dem Krieg nahm die Gemeinde 155 Flüchtlinge und Heimatvertriebene hauptsächlich im Neubaugebiet Aichert auf. Aktuelle Neubaugebiete sind Aichert Nord und Im kleinen Flürrle. Ehemalige Neubaugebiete sind Hinter dem Dorf, Schmerbach, Rosenfeld, Ensbach, Blattwiesen, Kuhäcker und Winterrain II.

### Einwohnerentwicklung
Einwohnerzahlen nach dem jeweiligen Gebietsstand. Die Zahlen sind Volkszählungsergebnisse (¹) oder amtliche Fortschreibungen des Statistischen Landesamtes Baden-Württemberg (nur Hauptwohnsitze).
| Jahr                 | Einwohner |
| -------------------- | --------- |
| 1. Dezember 1871 ¹   | 681       |
| 1. Dezember 1880 ¹   | 712       |
| 1. Dezember 1890 ¹   | 686       |
| 1. Dezember 1900 ¹   | 668       |
| 1. Dezember 1910 ¹   | 602       |
| 16. Juni 1925 ¹      | 606       |
| 16. Juni 1933 ¹      | 636       |
| 17. Mai 1939 ¹       | 642       |
| 13. September 1950 ¹ | 866       |
| 6. Juni 1961 ¹       | 1.121     |

| Jahr              | Einwohner |
| ----------------- | --------- |
| 27. Mai 1970 ¹    | 1.648     |
| 31. Dezember 1980 | 1.805     |
| 25. Mai 1987 ¹    | 1.975     |
| 31. Dezember 1990 | 2.147     |
| 31. Dezember 1995 | 2.518     |
| 31. Dezember 2000 | 2.657     |
| 31. Dezember 2005 | 2.725     |
| 31. Dezember 2010 | 2.686     |
| 31. Dezember 2015 | 2.743     |
| 31. Dezember 2020 | 2.865     |

## Religionen

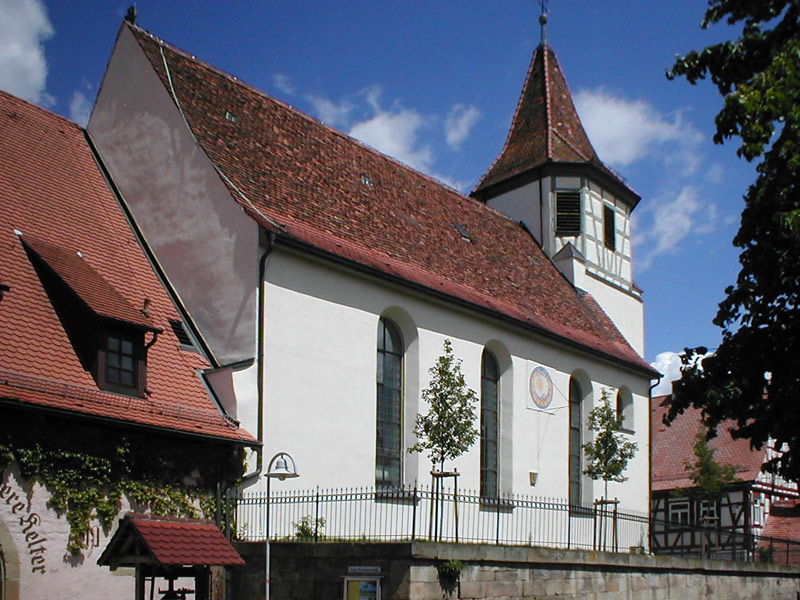
Johanneskirche

Erligheim ist seit Einführung der Reformation im 16. Jahrhundert vorwiegend evangelisch geprägt. Die Johanneskirche in der Ortsmitte prägt das Dorf nicht nur geistlich, sondern auch architektonisch. Neben der evangelischen Gemeinde gibt es auch eine Freie Christengemeinde im Ort. Die wenigen katholischen Gläubigen werden hingegen von der römisch-katholischen Gemeinde in Bönnigheim aus betreut.

## Politik

### Gemeinderat

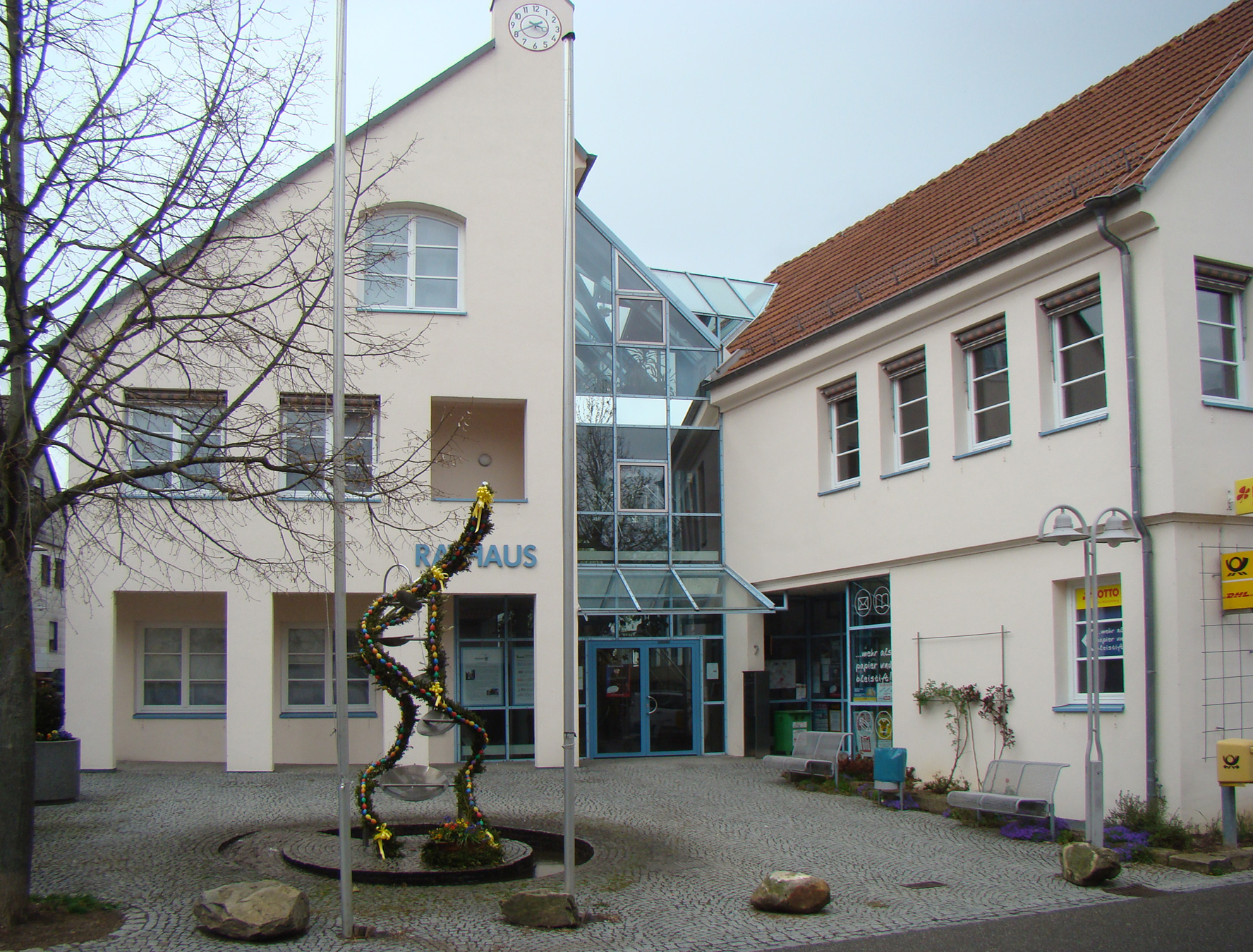
Rathaus in Erligheim

Der Gemeinderat in Erligheim besteht aus den 12 gewählten ehrenamtlichen Gemeinderäten und dem Bürgermeister als Vorsitzendem. Der Bürgermeister ist im Gemeinderat stimmberechtigt.
Die Kommunalwahl am 9. Juni 2024 führte zu folgendem Ergebnis. Die Wahlbeteiligung lag bei 66,94 %.
|  | Freie Erligheimer Wählergemeinschaft | 50,48 %, | 6 Sitze | (2019: 51,04 %, 6 Sitze) |
|  | Erligheimer Bürger                   | 49,52 %, | 6 Sitze | (2019: 48,96 %, 5 Sitze) |

### Bürgermeister
- 1954–1974: Werner Holzwarth
- 1974–2006: Albert Leibold
- seit 2006: Rainer Schäuffele

Schäuffele wurde 2014 und 2022 wiedergewählt.

### Wappen und Flagge
Das Gemeindewappen zeigt in Silber eine bewurzelte grüne Erle, der Stamm beheftet mit einem steigenden roten Mond mit Gesicht. Die Gemeindeflagge ist grün-weiß. Wappen und Flagge wurden der Gemeinde am 8. April 1980 verliehen.

### Partnerschaften
Erligheim unterhält partnerschaftliche Beziehungen zu Markersdorf in der Oberlausitz in Sachsen seit 2001, nachdem schon seit 1990 sich ständig vertiefende Kontakte bestanden.

## Kultur und Sehenswürdigkeiten

### Denkmäler

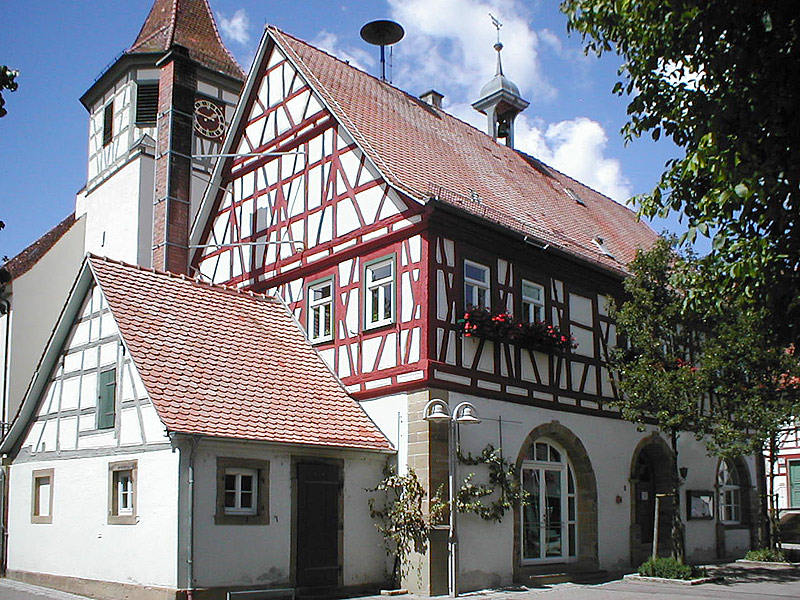
Altes Rathaus

- In der Ortsmitte befindet sich die evangelische Johanneskirche, die ein Portal mit der Jahreszahl 1740 sowie eine Sonnenuhr an der Außenfassade aufweist.
- Das Alte Rathaus neben der Johanneskirche wurde 1749 erbaut und war bis 1989 Sitz der Gemeindeverwaltung. Das 1978 renovierte Gebäude wird heute zu kulturellen Zwecken genutzt. Die Ortsbücherei befand sich ebenfalls in dem Gebäude, bevor sie ein saniertes Fachwerkhaus in der Nachbarschaft bezog.
- Die Vordere Kelter wurde 1772–73 als Gemminger Kelter durch die Herren von Gemmingen in deren Viertel des Ortes direkt an der Kirche erbaut und bis 1952 als Kelter benutzt. 1980 und 1999 erfolgten Umbauten, heute ist das Gebäude ein Bürgerhaus.
- Der historische Gasthof Grüner Baum war einst ebenfalls ein Anwesen der Herren von Gemmingen.
- Das Alte Schulhaus wurde 1850 durch den Hofgutbesitzer Johann Friedrich Scheurlen erbaut, der es 1854 der Gemeinde stiftete. Das Gebäude dient heute der Freien Christengemeinde Erligheim als Gemeindehaus.
- Das gegenwärtige Rathaus ist ein moderner Zweckbau des späten 20. Jahrhunderts. Vor dem Gebäude befindet sich ein moderner Brunnen, im Gebäude ein historisches Mainzer Rad aus Stein.

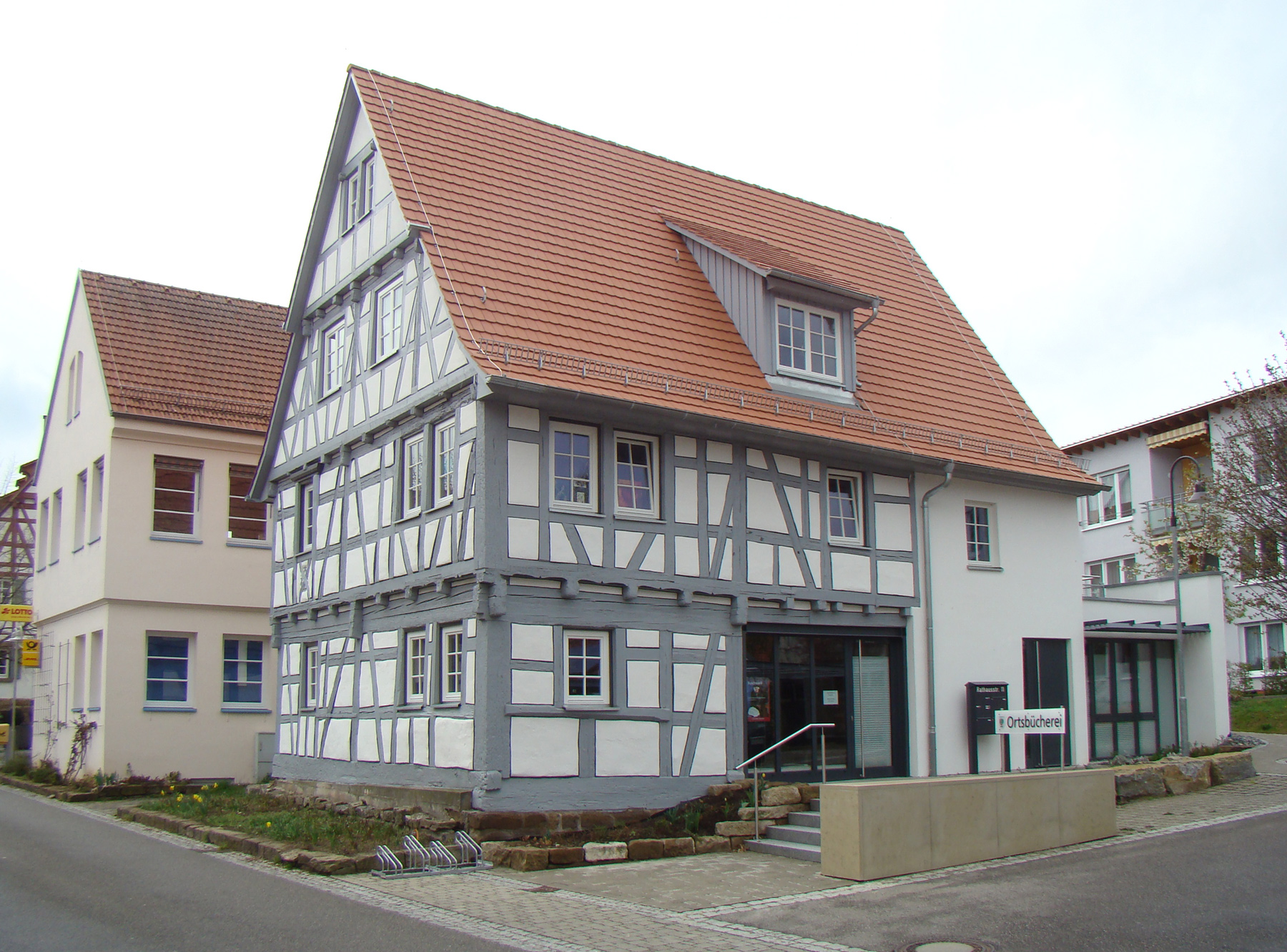
Ortsbücherei
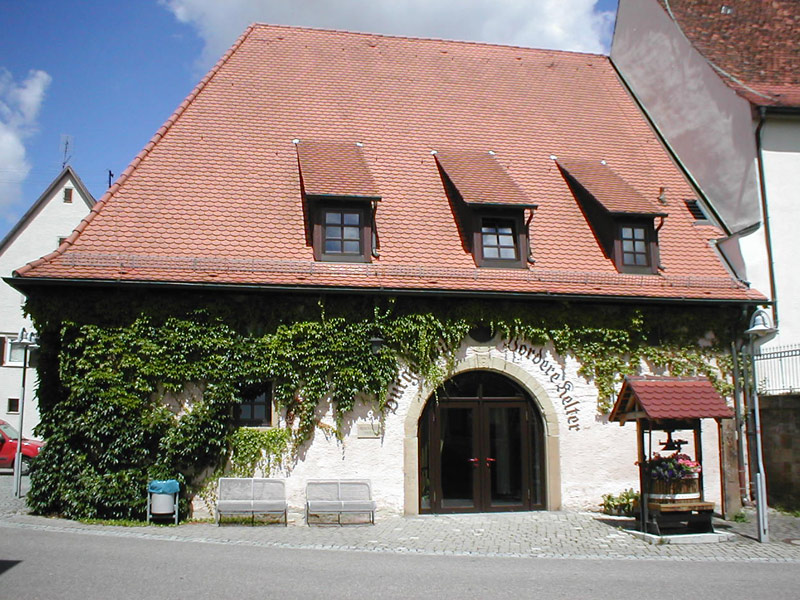
Vordere Kelter
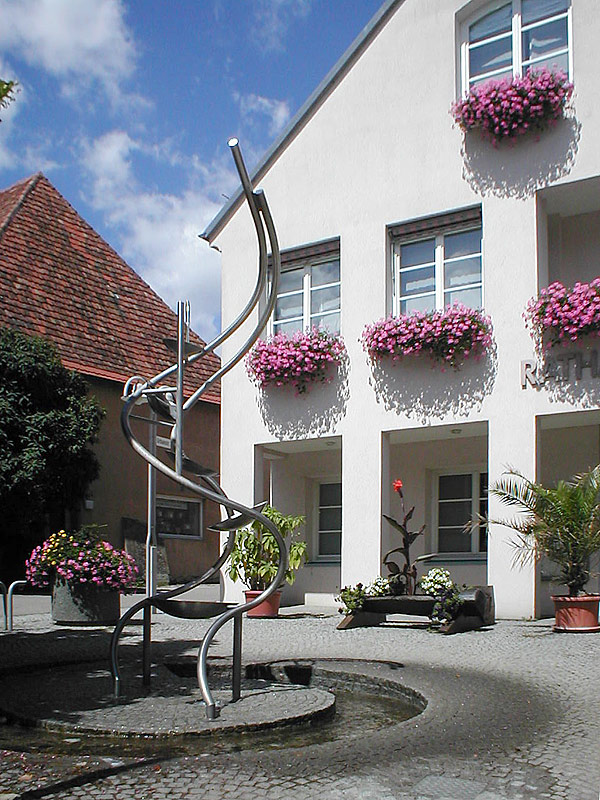
Rathausbrunnen
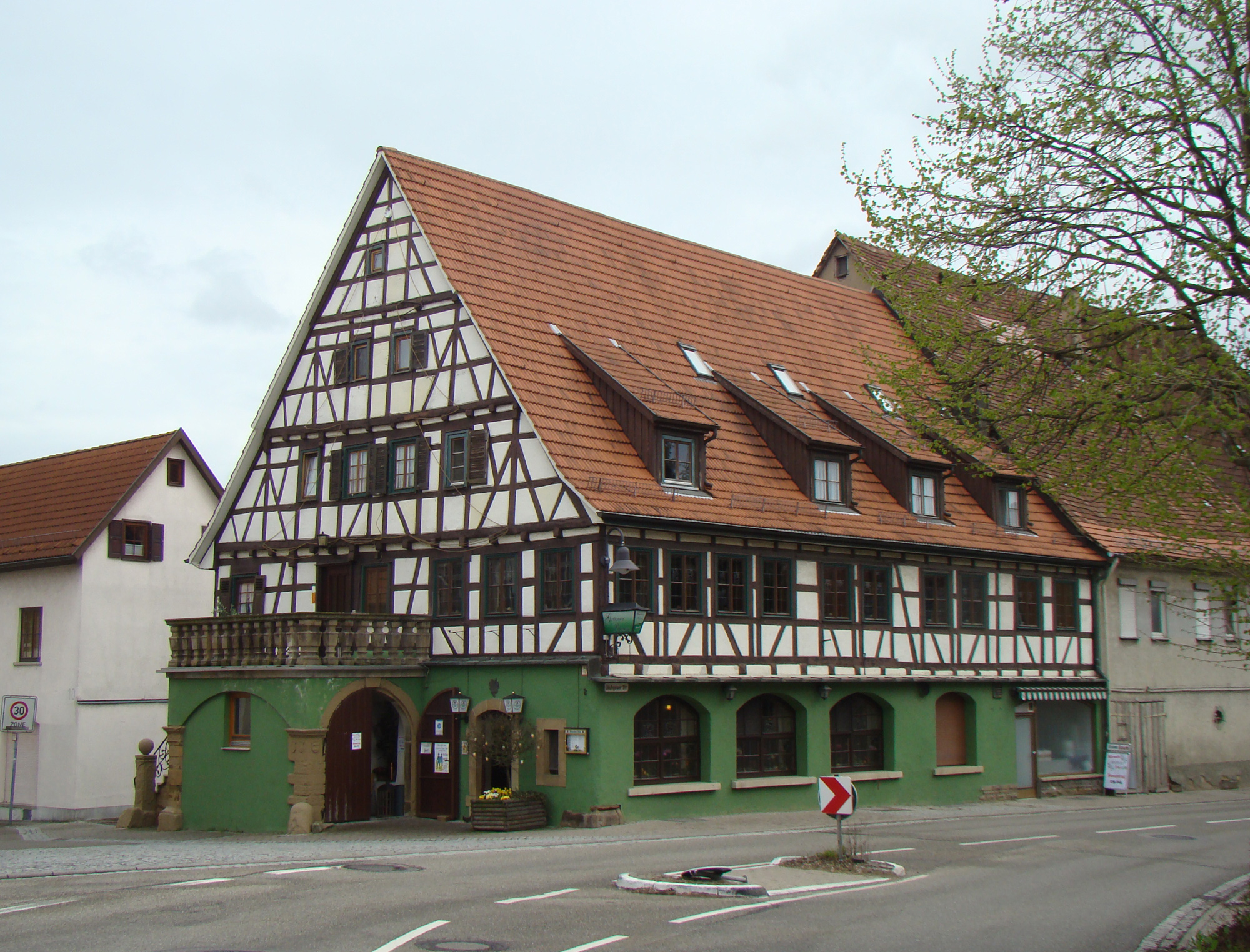
„Grüner Baum“

### Aussichtspunkte

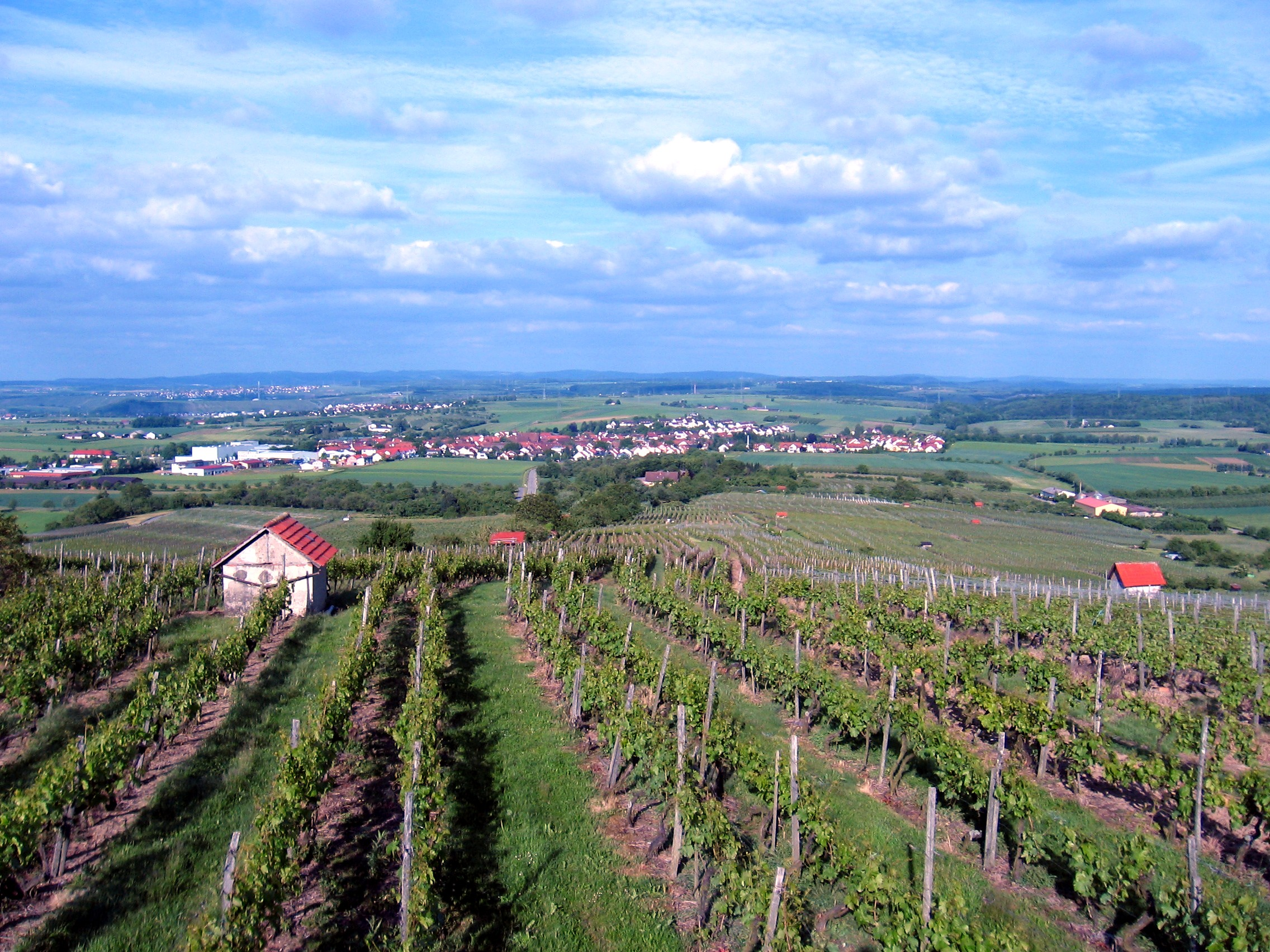
Blick auf Erligheim von der Erligheimer Weinkanzel

Von der Weinkanzel auf dem Erligheimer Kirschberg eröffnet sich bei klarem Wetter ein Panorama vom Heuchelberg bis zum Schurwald.

## Wirtschaft und Infrastruktur
In Erligheim spielt die Landwirtschaft noch immer eine wichtige Rolle, mehr als 60 % der Gemeindefläche werden landwirtschaftlich genutzt. Auf mehr als 40 ha Fläche wird Wein angebaut, hauptsächlich die Sorten Blauer Portugieser, Schwarzriesling und Lemberger. Daneben gibt es etwa 30 ha Obstanbauflächen. Überregional bekannt ist die Erligheimer Kirschblüte, etwa 1200 Kirschbäume auf zusammenhängender Fläche locken bei schönem Wetter Tausende von Besuchern an.

### Bildung
In Erligheim gibt es einen Kindergarten und eine Grundschule (Grundschule Erligheim – Hofen). Eine Hauptschule und alle weiterführenden Schulen befinden sich in Bönnigheim. Die Erligheimer Schüler besuchen auch weiterführende Schulen der größeren Städte Besigheim und Bietigheim-Bissingen.

### Ver- und Entsorgung
Das Stromnetz in der Gemeinde wird von der EnBW Regional AG betrieben. Das Gasnetz betreibt die Stadtwerke Bietigheim-Bissingen GmbH. Das Trinkwasser wird von der Besigheimer Wasserversorgungsgruppe bezogen. Die Abfallentsorgung wird von der Abfallverwertungsgesellschaft des Landkreises Ludwigsburg mbH (AVL) übernommen, einer 100%igen Tochtergesellschaft des Landkreises Ludwigsburg. Die AVL ist beauftragt, die Aufgaben zur Vermeidung, Verwertung und Beseitigung von Abfällen im Auftrag des Landkreises Ludwigsburg zu erfüllen.